# 平壌医科大学病院
平壌医科大学病院（ピョンヤンいかだいがくびょういん）は、朝鮮民主主義人民共和国（北朝鮮）の平壌市にある大学病院。

## 概要
平壌医科大学病院は、平壌医科大学の付属病院であり研修医の研修機関としても機能している。

## その他の病院
- 朝鮮赤十字総合病院
- 保健省歯科総合病院
- 金萬有病院
- 平壌産院